# Jitka Kubelová
Jitka Kubelová (* 2. října 1991 Jihlava) je bývalá česká atletka, reprezentantka v hodu diskem.
V letech 2007 - 2011 studovala na Gymnáziu Jihlava. Závodila za TJ Nové Město na Moravě.
Na MS juniorů 2010 skončila na 10. místě a na ME do 23 let 2011 obsadila 12. příčku. Později na seniorském ME 2012 skončila v kvalifikaci a na ME 2014 postoupila do finále, kde skončila jedenáctá.
Osobní rekord 58,38 m si vytvořila v roce 2014 v Praze.